# Brauhaus (Syke)
Das ehemalige Brauhaus in Syke, Waldstraße 78, beim Kunstmuseum Vorwerk Syke, stammt von 1736. Es war ab etwa 1800 Teil des staatlichen Forstamtes. Seit 2013 ist hier eine Freie Aktive Schule (BFAS).
Das Gebäude steht unter Denkmalschutz.

## Geschichte

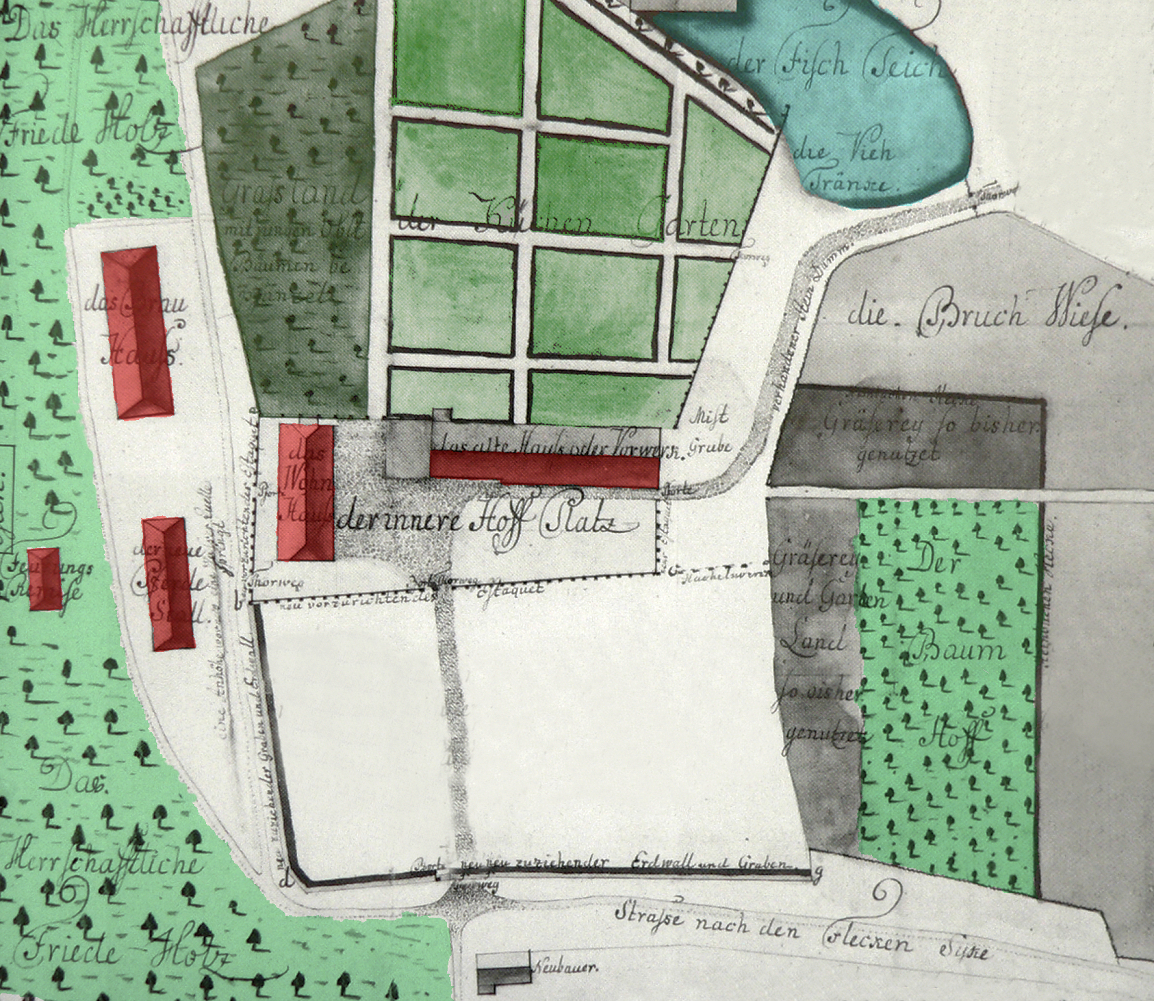
Vorwerk nach Abriss mehrerer Gebäude, oben Küchengarten und Fischteich, 1792

Das zweigeschossige verputzte Fachwerkhaus mit einem Walmdach wurde um 1736 als Brauhaus des Amtes Syke des Vorwerks gebaut für die Bierbrauerei aber auch mit Backöfen, Wohn- und Lagerräumen. Elf Vorwerksgebäude mit Brauhaus sind auf einem Lageplan von 1764 abgebildet. Das Vorwerk wurde um 1790 fast vollständig aufgelöst, die Flächen auf Erbzinsbasis an Siedler verteilt (Colonie Syke) und um 1800 das alte Brauhaus zum Dienstsitz eines reitenden Försters umgebaut. 1997 wurde der Verkauf des Forsthauses geplant aber erst 2005 das Forstamt Syke aufgelöst. Danach nutzte ein Sprachheilkindergarten das Haus und ab 2013 die Freie Aktive Schule Syke, eine bilinguale Montessorischule mit aktuell (2022) rund 80 Kindern der 1. bis 10. Klasse.